# Cantón de Amiens-1 (Oeste)
El cantón de Amien-1 (Oeste) era una división administrativa francesa, que estaba situada en el departamento de Somme y la región de Picardía.

## Composición
El cantón estaba formado por dos comunas, más una fracción de la comuna que le daba su nombre:
- Amiens (fracción)
- Dreuil-lès-Amiens
- Saveuse

## Supresión del cantón de Amien-1 (Oeste)
En aplicación del Decreto n.º 2014-263 de 26 de febrero de 2014, el cantón de Amien-1 (Oeste) fue suprimido el 22 de marzo de 2015 y sus 3 comunas pasaron a formar parte; dos del nuevo cantón de Ailly-sur-Somme y la fracción de la comuna que le daba su nombre se unió con las demás fracciones para que, por medio de una reestructuración cantonal, fueran creados los nuevos cantones de Amiens-1, Amiens-2, Amiens-3, Amiens-4, Amiens-5, Amiens-6 y Amiens-7.